# Kisgyőr
Kisgyőr es un pueblo húngaro perteneciente al distrito de Miskolc, condado de Borsod-Abaúj-Zemplén.

## Superficie
Cuenta con una superficie de 71,13 km².

## Demografía
Hasta 2024 la población era de 1571 habitantes, con una densidad de población de 22,08 hab/km².
| Gráfica de evolución demográfica de Kisgyőr entre 2020 y 2024 |
|                                                               |
| Datos según la Oficina Central de Estadística de Hungría.     |